# こうべ未来都市機構
株式会社こうべ未来都市機構（こうべみらいとしきこう）は、神戸市が大部分を出資する第三セクターで、同市須磨区、及び西区のニュータウン内にあるショッピングセンターの開発・管理・運営を行っている。
1977年8月に「株式会社神戸ニュータウン開発センター」として設立。2012年10月1日に財団法人神戸市開発管理事業団と経営統合し、神戸ニュータウン開発センターを存続会社として「株式会社OMこうべ」に名称変更した。2013年10月1日、高速船神戸-関空ベイ・シャトルを運航する海上アクセス株式会社を吸収合併し、海運事業も行っている。
2022年5月1日には「株式会社こうべ未来都市機構」に社名を変更し、2023年4月1日からは神戸住環境整備公社から譲り受けた摩耶ケーブル・摩耶ロープウェー（まやビューライン）、六甲有馬ロープウェー、北神戸ゴルフ場なども運営している。

## 商業施設
運営する商業施設は、いずれも神戸市営地下鉄西神線・西神延伸線の駅前に位置している。2022年度からは神戸交通振興が行っていた市営地下鉄の駅ビル事業も譲り受ける予定。各施設はダイエーやコープこうべといった神戸市にゆかりのあるスーパーマーケット、その他多数の専門店で構成されている。
以下、各施設を沿線の西から順に記す。

### プレンティ

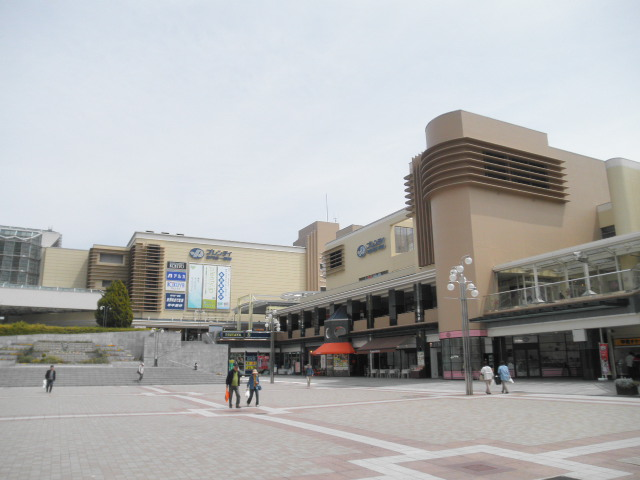
プレンティ

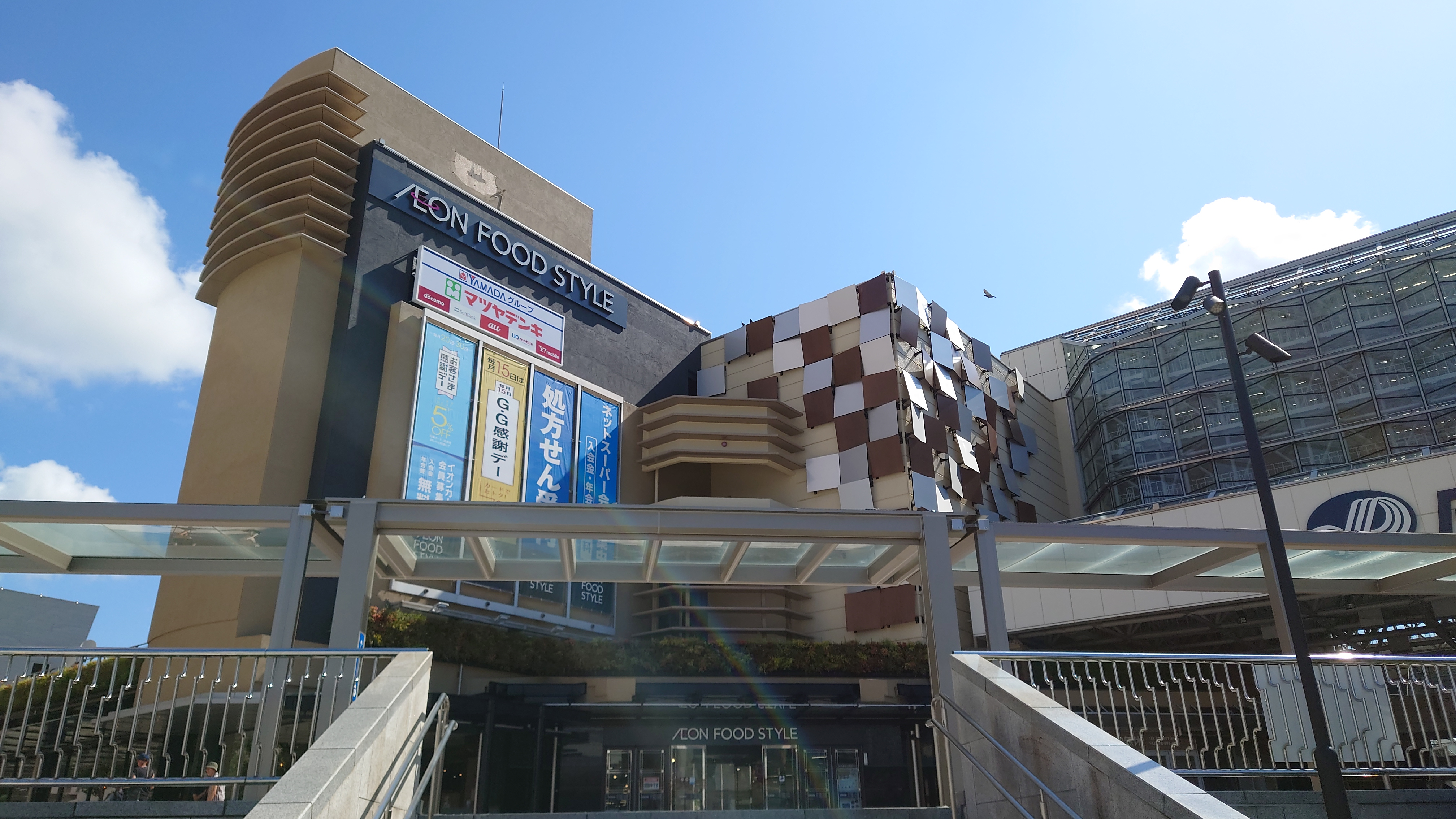
イオンフードスタイル西神中央店

- 所在地 - 神戸市西区糀台5丁目2番3号（西神中央駅前）
- オープン - 1989年11月24日
- 敷地面積 - 約30,700m2
- 延床面積 - 約46,700m2
- 売場面積 - 約32,700m2
- テナント数 - 125
- 駐車場台数 - 3,000台
- 建物 - 専門店一番館、専門店二番館、専門店北館、専門店東館、イオンフードスタイル西神中央店、総合スポーツ館（イトマンスイミングスクール）、立体駐車場

かつては映画館「西神オレンジシネマ」が存在したが2006年に閉館した。

### セリオ
- 所在地 - 神戸市西区井吹台東町1丁目1番地（西神南駅前）
- オープン - 1993年3月25日
- 敷地面積 - 約12,800m2
- 延床面積 - 約16,300m2
- 売場面積 - 約8,500m2
- テナント数 - 35
- 駐車場台数 - 800台
- 建物 - 専門店（コープこうべ西神南を含む）、立体駐車場

### キャンパススクエア

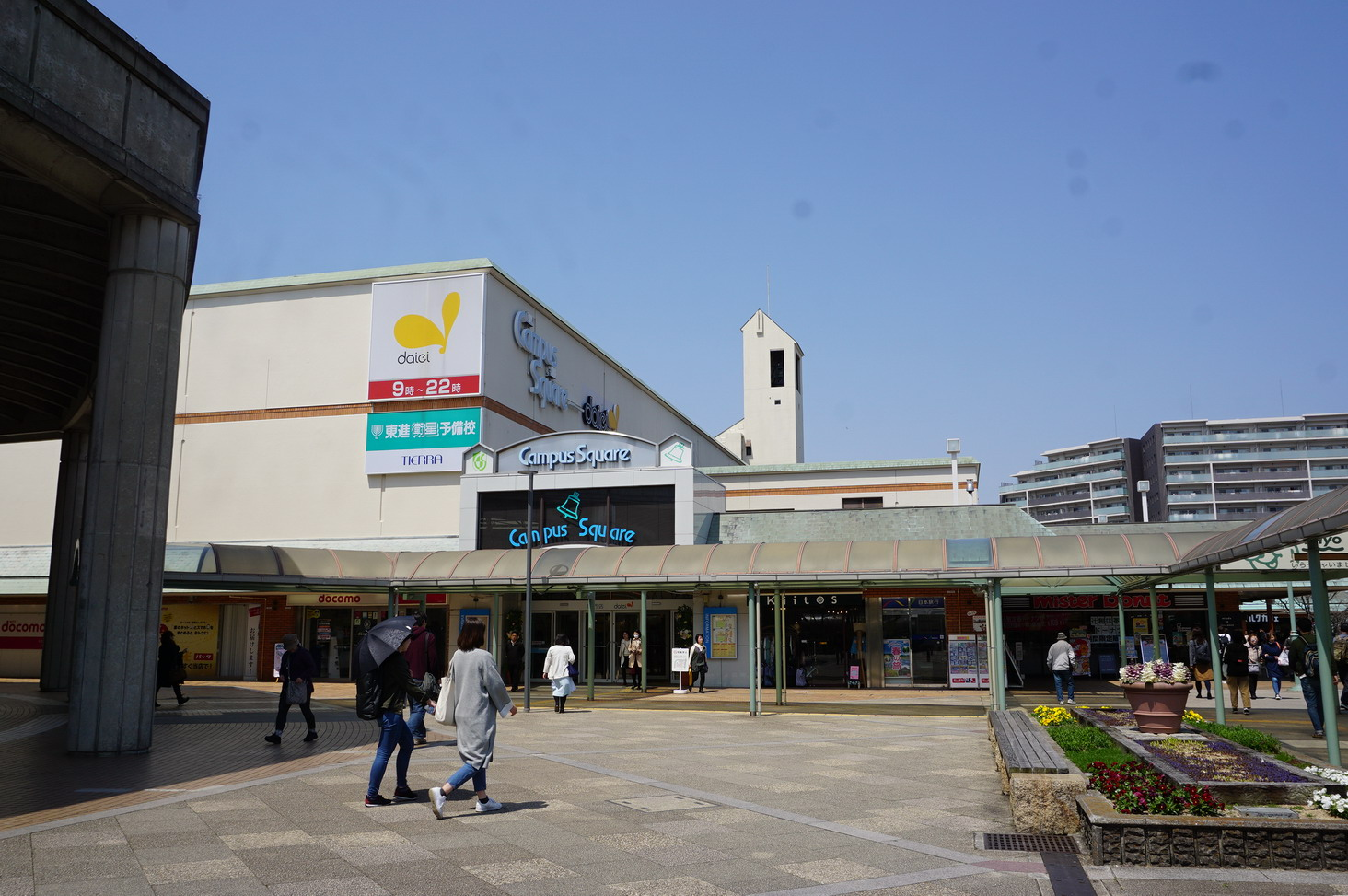
キャンパススクエア

- 所在地 - 神戸市西区学園西町1丁目4番地（学園都市駅前）
- オープン - 1986年3月28日（リニューアル - 2004年3月20日）
- 敷地面積 - 約18,600m2
- 延床面積 - 約19,200m2
- 売場面積 - 約11,900m2
- テナント数 - 45
- 駐車場台数 - 600台
- 建物 - 本館（ダイエー神戸学園店を含む）、北館、東館、新館、立体駐車場

### 須磨パティオ
同社の本部が置かれている。

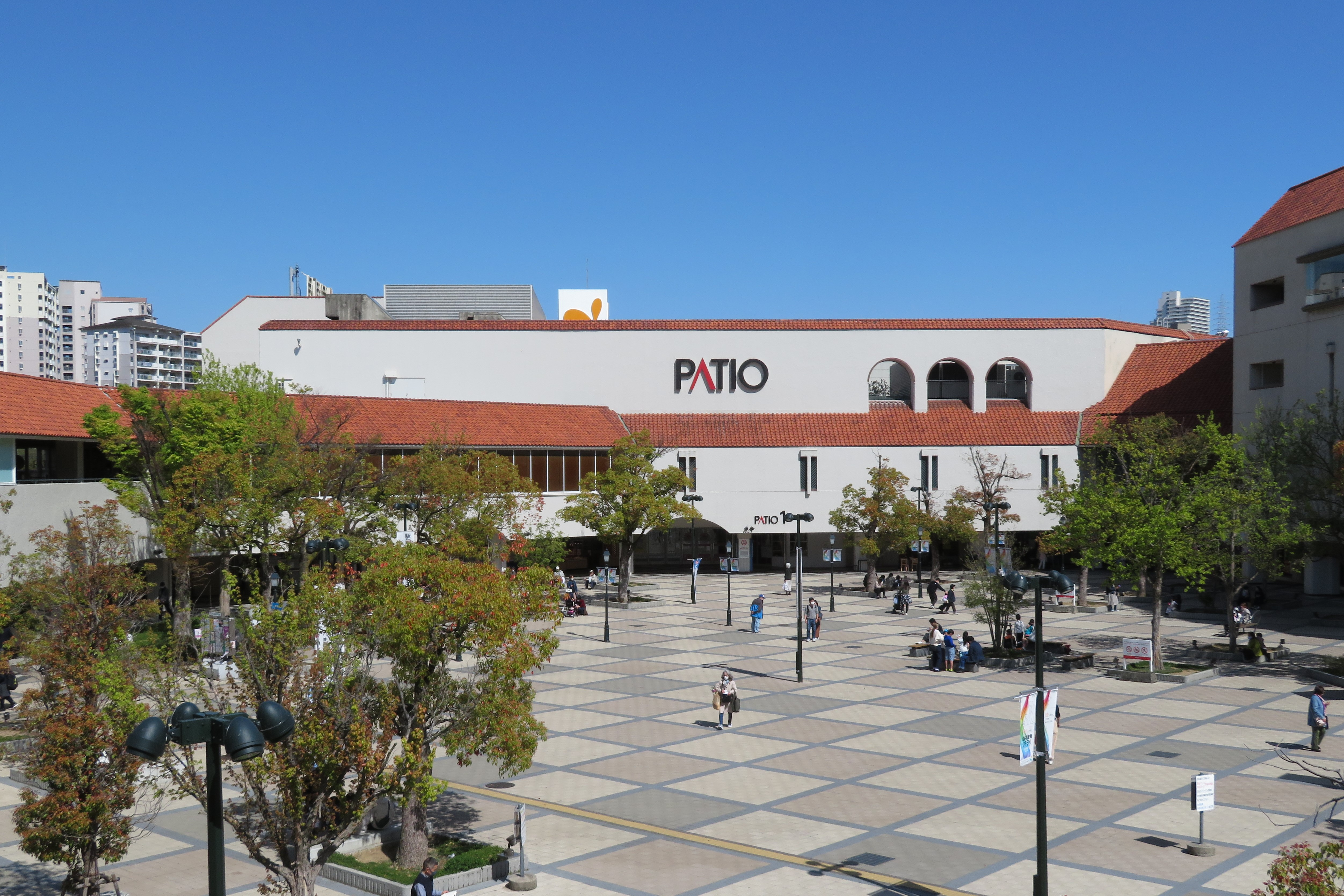
須磨パティオ

- 所在地 - 神戸市須磨区中落合2丁目2番1号（名谷駅前）。
- オープン - 1980年3月15日（リニューアル - 2000年11月9日）
- 敷地面積 - 約18,700m2
- 延床面積 - 約32,800m2
- 売場面積 - 約16,400m2
- テナント数 - 103
- 駐車場台数 - 1,500
- 建物 - 1番館、2番館、3番館、健康館（スポーツクラブ「S-Patio（エス・パティオ）」を含む）、ダイエー（ダイエー名谷店）、大丸（須磨店）、立体駐車場

### リファーレ横尾
- 所在地 - 神戸市須磨区横尾1丁目5番（妙法寺駅前）
- オープン - 1981年4月25日（リニューアル - 1995年10月6日）
- 敷地面積 - 約9,600m2
- 延床面積 - 約13,500m2
- 売場面積 - 約6,800m2
- テナント数 - 43
- 駐車場台数 - 470台
- 建物 - 専門店（コープこうべ横尾を含む）、立体駐車場

オープン当初の名称は「横尾センター」。リニューアル時に現在の「リファーレ横尾」に改称した。